# Frédéric Jansoone
Pour les articles homonymes, voir Jansoone.
Frédéric Janssoone (19 novembre 1838 - 4 août 1916) est né à Ghyvelde, dans le nord de la France, tout près de la frontière belge, dans un foyer très religieux. 
Prêtre franciscain, il est notamment supérieur à Bordeaux, puis vicaire custodial en Terre Sainte.
Il est reconnu bienheureux catholique, célébré le 5 août au Canada et le 4 août ailleurs.

## Jeunesse
À l'âge de 10 ans, il perd son père.
En 1852 il commence ses Humanités (études secondaires) au collège d'Hazebrouck tandis que son frère Pierre commence sa philosophie au Grand Séminaire de Cambrai.
En 1856, il devient commis-voyageur dans le textile à Estaires  ayant du interrompre ses études pour aider sa mère. Cette dernière meurt alors qu'il n'avait que 23 ans, Il décide toutefois de terminer ses études.
Il entre en juin 1864 chez les Franciscains Observants qu'il a connus par le Tiers-Ordre et sera ordonné prêtre le 17 août 1870. Il exerce alors différents ministères: aumônier militaire (quelques mois), sous-maître des novices à Branday, supérieur à Bordeaux, maison qu'il avait fondée avec deux autres confrères en 1871.
Peu de temps après, il s'installe en Terre sainte où il occupe le poste de vicaire custodial de 1878 à 1888.
En 1881-1882, Frédéric Janssoone fait un séjour au Canada, invité par l'abbé Provancher, curé de Cap-Rouge près de Québec, mais son intervention ne plût pas tellement à l'évêque, Mgr Taschereau. C'est donc plutôt à Trois-Rivières, qu'il décida, avec l'aide de l'abbé Luc Désilets, d'établir, en 1888, le Commissariat de Terre Sainte.

## Sa vie au Québec
Le 13 juin 1888, il s'installe au Québec, dans la paroisse de Notre-Dame du Cap, à Trois-Rivières, où il a œuvré, jusqu'à l'arrivée des Oblats de Marie Immaculée en 1902, et où il est mort, d'un cancer à l'estomac le 4 août 1916. Ses actions sont nombreuses :
- Prédications  
  - au Cap-de-la-Madeleine,
  - au sanctuaire de la Réparation à Pointe-aux-Trembles à Montréal,
  - chez les Franciscaines Missionnaires de Marie à Québec et dans toute la province.
- Articles pour les Annales du Très Saint Rosaire et la Revue eucharistique, mariale et antonienne qu'il avait fondées en 1892 et de nombreuses revues populaires de piété.
- Livres d'édification comme La vie de Notre-Seigneur et la Vie de Saint François.
- Gestion, direction et financement du Commissariat de Terre Sainte.
- Soutien et implication directe dans le développement des pèlerinages au sanctuaire de Notre-Dame-du-Cap.

« Le Père Frédéric représente bien cette spiritualité de la renaissance catholique du milieu du XIXe siècle fondée sur les confréries, sur la prédication visant la conversion et sur la fidélité aux obligations de la religion. »

— Hermann Giguère

« Son originalité restera d'avoir donné jusqu'au bout le témoignage de la primauté du surnaturel et du spirituel ardemment défendu et annoncée à des milliers de gens dans un langage populaire et avec des moyens qui les rejoignaient et les nourrissaient. »

— Hermann Giguère
Sa vie pendant toute cette période, et toute la fin de sa vie est donc fortement liée à la communauté de la Basilique Notre-Dame du Cap. 

## Un miracle décisif
Le prodige des yeux

Le 22 juin 1888, vers 19 heures, 3 hommes entrèrent prier dans la petite église nouvellement dédiée à la Vierge du Rosaire au sanctuaire de Notre-Dame du Cap, le curé Désilets, le père Frédéric et M. Pierre Lacroix. Pendant qu'ils priaient il se produisit un évènement que le Père Frédéric a lui-même raconté : 

« La statue de la Vierge, qui a les yeux entièrement baissés, avait les yeux grandement ouverts; le regard de la Vierge était fixe; elle regardait devant elle, droit à sa hauteur. L'illusion était difficile : son visage se trouvait en pleine lumière par suite du soleil qui luisait à travers une fenêtre et éclairait parfaitement tout le sanctuaire. Ses yeux étaient noirs, bien formés et en pleine harmonie avec l'ensemble du visage. Le regard de la Vierge était celui d'une personne vivante; il avait une expression de sévérité, mêlée de tristesse. Ce prodige a duré approximativement de cinq à dix minutes. »

## Fête
Le 4 août. Au Canada, la célébration en est reportée au 5 août. 

## Citations
« Vous nous avez envoyé un saint; un saint et un religieux d'une puissance extraordinaire. On se le dispute littéralement. Les malades le cherchent et le suivent partout. C'est un homme de Dieu. Plus on voit cet homme de près, plus on le vénère et on l'admire. Si vous voyez ses supérieurs, vous pouvez les assurer qu'il vit comme un saint. Il faut vivre avec cet homme extraordinaire pour voir ce qu'il y a en lui de vertu, d'intelligence, de cœur et de noblesse. »

— Luc Désilets

## Béatification
Le "Bon père Frédéric", comme on l'appelait au Québec, a été béatifié par Jean-Paul II le 25 septembre 1988.

## Hommage
L'élise Saint-Vincent de Ghyvelde conserve le triptyque  Terre Sainte - Ghyvelde - Canada évoquant les trois étapes de la vie de Frédéric Janssone, peint en 1989 par Pierre Van Grevelinge.